# پرستون نیکولاس
پرستون نیکولاس (به انگلیسی: Preston B. Nichols) (زاده ۲۴ مه ۱۹۶۴ لانگ آیلند، نیویورک) نویسنده آمریکایی است. او مدعی است که در رشته‌های فراروانشناسی، روانشناسی و مهندسی برق دارای مدرک دانشگاهی است. نیکولاس نویسنده اصلی یک سری کتاب در مورد توهم توطئه پروژه مونتاوک است. نویسنده که او را در نوشتن این کتاب همراهی کرد، پیتر مون نام دارد. این کتاب در مورد پروژه‌ای مخفیانه در ایستگاه هوایی مونتاوک توسط دولت آمریکا است. سفر در زمان و کنترل ذهن از جمله آزمایش‌هایی بودند که ادعا می‌شود در این پروژه انجام شده‌اند. نیکولاس مدعی است که این پروژه از سال ۱۹۴۳ شروع شده است و به آزمایش فیلادلفیا مرتبط است. پرستون نیکولاس همچنین در یک نماهنگ شرکت کرده است که در آن یک مورد از سفر در زمان را که نیکولاس تجربه کرده است به تصویر کشیده شده است.